# Tuba S.
Tuba S. (* 1981 in Aachen) lebte in Gießen und ist eine deutsche Serienmörderin, die wegen dreifachen Mordes zu lebenslanger Haft mit anschließender Sicherungsverwahrung verurteilt wurde.

## Leben
Nach der Fachhochschulreife studierte sie Medizintechnik, exmatrikulierte sich nach acht Jahren ohne Abschluss und begann eine Ausbildung zur Krankenschwester. Ihr wurde wegen angeblichen Diebstahls gekündigt. Die kriminelle Karriere setzte sich bei der Fälschung von Rezepten fort. Als Kassiererin wurde ihr von einem Kölner Supermarkt wegen Betrugs gekündigt.

## Weitere Straftaten
Tuba S. wurde am 25. Mai 2016 unter dem Verdacht verhaftet, am 2. April 2016 in Gießen ihren ehemaligen Nachbarn Erich Noll, bekannt unter seinem Künstlernamen „Riconelly“, getötet zu haben. Noch während der laufenden Ermittlungen ermordete Tuba S. zwei weitere Menschen in Düsseldorf.
Nach dem Mord in Gießen geriet sie in den Fokus der Ermittler, weil sie das Opfer gekannt hatte und bereits wegen Diebstahls zum Nachteil des Erich Noll verurteilt worden war. Tuba S. verstrickte sich bei ihren Aussagen in Widersprüche, woraufhin die Mord-Ermittler ihre Wohnung in Aachen durchsuchten. Dort fanden sie auch verschiedene EC-Bankkarten, die eindeutig nicht Tuba S. zuzuordnen waren. Bei den weiteren Ermittlungen stellte man fest, dass die Besitzerinnen der Bankkarten, Jole G. und Silvia F., Mutter und Tochter, bereits seit dem 7. Mai 2016 nicht mehr lebten. Der Tod der beiden Frauen war zunächst von der Kriminalpolizei in Düsseldorf für einen erweiterten Suizid gehalten worden. Weitere Indizien waren die in S.’ Wohnung sichergestellten Gegenstände, die zweifelsfrei den Opfern zugeordnet wurden, sowie DNA-Spuren von Tuba S. an beiden Tatorten.
In der Sendung Aktenzeichen XY ungelöst vom 14. Dezember 2016 zeigte man mehrere Fotoapparate, die in der Wohnung von Tuba S. gefunden worden waren. Die Polizei konnte noch nicht ermitteln, ob diese von Tuba S. gestohlen oder im Zusammenhang mit weiteren Tötungsdelikten erlangt wurden, und sucht daher die rechtmäßigen Besitzer.

## Tatmotive
Tuba S. tötete hauptsächlich aus Habgier. Ihre finanzielle Lage war sehr angespannt, so dass sie sich regelmäßig Geld von Freunden leihen musste. Sie stellte zahlreiche Kreditanträge und fälschte dafür auch ihre Kontoauszüge. Auch beging sie wiederholt Diebstähle.

## Prozess und Verurteilung
Während des Gerichtsprozesses wurde sie von einem Gutachter als Psychopathin eingestuft. Die kurze Zeitspanne, in der sich Tuba S. von einer Diebin zur Mörderin entwickelt hat, die Empathie- und Emotionslosigkeit sowie das manipulative Verhalten während der Ermittlungen ließen ihn zu dieser Beurteilung kommen.
Auch aufgrund dieses Gutachtens wurde Tuba S. im Januar 2018 zu einer lebenslangen Freiheitsstrafe, die wegen der „besonderen Schwere der Schuld“ nicht nach 15 Jahren zur Bewährung ausgesetzt wird, mit anschließender Sicherungsverwahrung verurteilt. Das Urteil wurde vom Bundesgerichtshof bestätigt und ist rechtskräftig.

## Besonderheit
S. ist eine der wenigen Frauen in Deutschland, für die Sicherungsverwahrung angeordnet wurde und die aufgrund der Feststellung der besonderen Schwere der Schuld nicht bereits nach 15 Jahren Strafvollzug vorzeitig auf Bewährung entlassen werden können.

## Mediale Rezeption
- Crime Time: Auf den Spuren einer Serienmörderin Regie: Markus Cebulla, Produktion: Timeline Film +TV. Hessischer Rundfunk, 2020. 45:11 Min.
- Die Serienmörderin, Folge 85 des Gerichtspodcasts Verurteilt des Hessischen Rundfunks mit Heike Borufka und Basti Red vom 22. März 2023. 78:56 Min.